# Epicrionops petersi
Epicrionops petersi és una espècie d'amfibis gimnofions de la família Rhinatrematidae. Habita a Equador, Perú i, possiblement, al Brasil i Colòmbia.
El seu hàbitat natural inclou boscos secs, montans secs tropicals o subtropicals, rius i corrents intermitents d'aigua dolça.